# 那須正幹
那須 正幹（なす まさもと、1942年6月6日 - 2021年7月22日）は、日本の児童文学作家、小説家。代表作は「ズッコケ三人組（1978-2004）」シリーズ。
広島県広島市己斐（現・西区己斐本町）出身。1978年から晩年まで、山口県防府市に在住していた。

## 来歴・人物

### 生い立ち
1945年8月6日、広島市庚午北町（現・西区）の自宅で母親の背中におぶさって被爆。4歳の頃、近所に住んでいた新延輝雄の家に遊びに行き、「インテリぼうや」という渾名を貰ったことがある。
1949年、広島市立己斐小学校入学。クラスの3分の1は被爆して親のない子もいた。中学2年生の時に、一年で同じクラスだった女生徒が原爆被爆による白血病を発症し、死亡した。進学した広島市立庚午中学校は、荒れており、教師による体罰は日常茶飯事、卒業式にはパトカーが待機した。しかし文学の世界に興味を持つようになったのは、中三の時の予科練あがりの型破りな教師の影響という。
幼少の頃から本を読むより外で遊ぶ方が好きな少年だった。特に熱中したのが昆虫採集で、これがもとで当時生物クラブが盛んだった広島市立基町高等学校に進学。この高校で後年発表する『ズッコケ三人組シリーズ』に登場する宅和源太郎先生のモデルになる教師と出会う（ちなみにその教師は、後に有名になった歌手・松田聖子の親戚であった）。
同校卒業後、島根農科大学（現:島根大学生物資源科学部）林学科に進学し森林昆虫学を専攻した。卒業論文のテーマは『マツノシンクイムシの天敵防禦』。大学在学中は友人に誘われて山岳部に所属し、1年のうち100日くらいを山で過ごしたことや北海道の摩周湖で泳いだこともあった。また山岳部に所属していたことが就職活動の面接で話題になり、大学卒業後に上京して自動車のセールスマンになるきっかけとなった。

### サラリーマン時代
自動車のセールスマン時代は、東京の江東区北砂を拠点に営業回りをした。昼になると荒川の河川敷に腰をかけ、野球に興じる少年たちを遠くに眺めながら近くの店で買った菓子パンとテトラパックの牛乳を手に「ぼくはこの先何年もこの景色を眺めながらここでこのように昼ごはんを食べ、同じように時間を過ごしていくのだろうか」と物思いに耽ったという。時には中野・練馬あたりにまで足を延ばすこともあった。仕事の上では、ショールームの車を出し入れするときに車を度々ぶつけ、2年間の在職中に8枚ほど始末書を書かされた。
ある日、移動の電車内で乗り合わせた若い女性がサン＝テグジュペリの『星の王子さま』を読んでいたことから、その内容に興味を持って読んだのが児童文学とのほとんど初めてに近い出会いだった。
また千葉県松戸市栗山のアパートで一人暮らししていたころ、隣室に住んでいた若夫婦と親しかったが、実はその夫婦が関東一円を荒らしまわる大泥棒で、その所在をようやく突きとめた刑事が那須の部屋で張り込み、隣人夫婦が帰ってきたところで大捕り物があったというエピソードもある。
このように東京での一人暮らしは悲喜こもごも、必ずしも楽しいことばかりではなかった。しかしこうした経験が、楽しさや面白さの中にも奥行きや深みを感じさせる作風に影響していることは、後に作家として発表することになる作品の随所に読み取ることができる。

### 作家・那須正幹の草創期
こうした東京での暮らしは2年ほどで、まもなく「本人の承諾なしに勝手に異動を決めるような会社はやめちゃる」と会社の配置転換のやり方に反発し退社。広島市の実家に戻ってから家業の書道塾を手伝っていたが、書道の経験はそれまで皆無であり、このままでは父親の死後も塾は継げないと不安を感じていたところ、姉の竹田まゆみに誘われて広島児童文学研究会に参加。参加しようと思ったきっかけは、それまで作家と呼ばれる人たちに会ったことがなかったからという気軽なものだったが、ここで初めて児童文学を創作し『ヒバリになったモグラ』という作品を発表した。その内容は宮沢賢治の『よだかの星』にどこか通じるものがあり、ヒバリになったモグラが太陽に向かってどこまでも飛んでいき、やがては焼け死んでしまうことを髣髴とさせる結末である。そのせいか、同研究会の指導者たちから「この会は新しい児童文学を作ろうとしているんですよ」という批評を受けた。これ以来、那須の創作活動に於いては「新しい児童文学をつくる」ことが大きなテーマになった。
那須は幼少の頃に宮沢賢治の『銀河鉄道の夜』を読み聞かせてもらったことがあり、このとき機関車が力強く走るイメージを思い浮べたことから、宮沢賢治の作品は子どもにとって印象に残る内容という感想を持っていたと思われる。ここに那須が初めて書いた創作が宮沢賢治の作品にどこか通じていた理由もあるのだろうが、それを“古臭いんじゃないか”と指摘されたことは、その後の那須が書く児童文学が、常にそれまでにない新しいスタイルを模索する強烈な動機づけとなった。そして同時に（30歳までには必ず本を出そう）と決意した那須は、まさしく30歳を迎える1972年に『首なし地ぞうの宝』で学研児童文学賞を受賞してデビューする。
その後、1975年に『屋根裏の遠い旅』（主人公が、日本が太平洋戦争に勝ったパラレルワールドに迷い込んだという設定。その世界の日本はベトナム戦争にも介入する。架空戦記ともいえるが執筆年代を考えると非常に重い作品）という児童文学作品を執筆し、これを皮切りに多数の児童文学作品を生み出すことになる。

### 『屋根裏の遠い旅』
『屋根裏の遠い旅』は、那須が当時の児童文学に向けて放った挑戦的意欲作である。当時の児童文学界で主流だった太平洋戦争での戦争体験を子どもたちに伝えようとする多くの作品に対して、那須はそれでは本当に子どもたちを戦争から守ることにならないのではないかと考えた。
3歳のときに被爆した那須は、中学2年の時に受けた被爆者健康診断（国が始めた被爆者健康診断の第1回目）で、赤血球の数が正常値よりやや少なめだったために要精密の診断を受け、原爆症になったのではないかと真剣に悩んだという経験がある。実際は良性の貧血症状だったようで、その後は正常に戻ったが、こうした経緯は那須にとっての太平洋戦争がその体内では終戦後もずっと続いていたという認識、これと正面きって向き合わざるを得ないものとした。太平洋戦争で実際にあった惨状を児童文学として子どもたちに伝承することの意味を那須は決して否定しておらず、戦争児童文学に触れた子どもたちがその悲惨さを知って泣き、心をいためて反戦意識を強めることは想像に難くないが、それで未来の戦争までも防げるのかと考えた。過去の戦争体験は時代とともに風化していき、過去の戦争体験を知って泣いた子どもたちは、その本を読み終わったと同時に戦争のない時代に生まれて良かったとも感じる。那須が気にしたのはまさしくそこであった。戦争のない時代に生まれて良かったと感じるのではなく、いつまた戦争が起こるか分からないという認識、戦争はいつでも未来に起こりうるし、その火種はいまも常にあり続けているのだという「現在進行形の戦争児童文学」を、那須は『屋根裏の遠い旅』という作品に込めたのである。そこに、太平洋戦争に勝った日本というパラレルワールドに、現実には太平洋戦争の敗戦国・日本の子どもたちが迷い込んだという設定の理由がある。
ただ『屋根裏の遠い旅』やその後に発表した『ぼくらは海へ』は数ある那須作品のなかではかなりの意欲作であるが、那須自身が振り返るにその評判は必ずしも良くなかった。その核心は読んだ後の不安感や心のおさまりの悪さであるが、那須はそれをあえて狙ってもいる。その不安感、心のおさまりの悪さから、読者が何かを考えてくれればいい、そう考えて敢えてそういう結末にしているのだが、いわゆる好評を博す物語の結末として定番のハッピーエンドになっていないことが、作品発表後の評判にはつながらなかった。
のちに『ズッコケ三人組シリーズ』に代表されるようなエンターテイメントとしての地位を確立する那須だが、『折鶴の子どもたち』、『さぎ師たちの空』、『お江戸の百太郎』シリーズ、『殺人区域』など、時として同じ作家が書いたのかと思うほどに質感の違う息が詰まる作品の発表はその後も続く。

### 『ズッコケ三人組』の誕生
那須はそれまでの人生経験から強力な反戦意識を持ち、陽の当たらない人々にも共感し、児童文学作家としての創作活動では常に前向きで、ほかとは違う新しい作品を生み出す姿勢を持つことになったが、こうしたスタンスは那須の代表作「ズッコケ三人組」シリーズとして開花する。
第一作は1978年2月に発表した『それいけズッコケ三人組』。この作品は那須が作家デビューするきっかけとなった学習研究社、その学習雑誌『6年の学習』に1976年4月から1年間連載された『ずっこけ三銃士』がもとになっており、読者たちからはすこぶる好評だった。しかし当時の児童文学としてはあまりに型破りなその内容に、那須自身も単行本にできるかどうか不安だったという。
そんな時、たまたま那須の前に現れたのが、東京にある児童図書出版ポプラ社に入社して間もない編集者坂井宏先で、業界にもあまり慣れていない坂井を見て那須は「案外、こういう編集者なら、ひょっとしたら単行本にするかも知れない」と直感。『ずっこけ三銃士』を見せたところ、坂井は「すぐに本にしましょう」と簡単に約束して帰京した。
しかし待てど暮らせど本は発行されず、そのうち坂井が「別の作品を書かないか」と那須に提案してくることもあり、那須自身も「それよりあの件は?」と催促するなどして、ようやく発行にこぎつけたのが、原稿を渡してから1年余りが過ぎた1978年2月のことであった。
ようやく送られてきたその本のタイトルを見て那須は驚いた。『ずっこけ三銃士』が『それいけズッコケ三人組』に変わっている。那須が坂井にその理由を問いただすと、坂井いわく「三銃士は古臭い。それに『それいけ』という掛け声をつけたから、絶対に売れます!」と言い切ったという。
「原作者に無断でタイトルを変える編集者は後にも先にも、あの人しかいなかった」と後年、那須は述懐しているが、その坂井との縁がもとで『ズッコケ三人組シリーズ』はその後、戦後の日本児童文学最大のベストセラーになっていく。

### 書き続ける作家・那須正幹
発売して間もない時期から子どもたちに好評だった『ズッコケ三人組シリーズ』だが、売れれば売れるほど当時の児童文学を取り巻く大人たちからは批判に晒された。1985年には関西テレビが金曜夜7時に持っていた阪急ドラマシリーズ枠でドラマ化される（なおこのシリーズは基本的に関西・関東・山口県だけで放送されたが、後に他のテレビ局でも放映された。）。大人たちの間でも「子どもの活字離れの中で、物語の面白さを教えてくれる」「オカルトに対する批判など教育的な配慮が成されている」と好意的な意見があった一方で、『ズッコケ三人組シリーズ』は賞とまったく無縁であったばかりか、一部には悪書としての評価もあった。
そうした中でも、2004年12月にシリーズ第50巻『ズッコケ三人組の卒業式』で『ズッコケ三人組シリーズ』を完結させるまでの26年間、同シリーズを絶えず世に送り出し続けた。
一時はあまりに賞に無縁な自らの作家人生を「無冠の帝王」と自称した那須だが、1994年に『さぎ師たちの空』で路傍の石文学賞を受賞。これを契機に、那須作品が次第にいくつかの賞に輝き始め、『ズッコケ三人組シリーズ』がNHK教育テレビ『ドラマ・愛の詩』（1999年）で放映されると、『ズッコケ三人組シリーズ』が第23回巖谷小波文芸賞を受賞。さらに第40作『ズッコケ三人組のバック・トゥ・ザ・フューチャー』では野間児童文芸賞を受賞、那須作品の遅すぎた受賞を埋め合わせるかのように受賞が相次いだ。
こうして那須は無冠の帝王を返上する時期を迎えたが、那須はこの受賞に際し「やはり作家はしつこく書き続けなければいけません。ずっと書き続けたからこそ、今日があるのです」とコメントしている。
その後、『ズッコケ三人組シリーズ』は2004年にテレビ東京系でアニメにもなり、同年12月にはシリーズ化当初からの約束でもあった50巻を迎え、ズッコケ三人組の小学校卒業と宅和先生の教員退職をもって同シリーズは完結した。
2004年11月現在の累計発行部数は 2100 万部（文庫本を含む）で、これは国内の児童文学シリーズとしては史上最大のミリオンセラーとなっている。
その翌2005年12月、1作限りの続編として、不惑の年齢・40歳を迎えた三人組を描く『ズッコケ中年三人組』を発表。そのあとがきで「10年後には50歳になった三人組が登場する『ズッコケ熟年三人組』を書きたいものだ」といったところ、ファンからは「10年も待てない」という声が殺到。また、シリーズ化当初からの付き合いだった編集者坂井宏先も「10年後、那須さんは生きているかどうか分からないから、毎年1作ずつ書いたら」と軽口をたたきながら強く勧め、三人組が50歳になるまでの間、毎年1歳ずつ歳をとっていく設定で、ズッコケ中年三人組がシリーズ化するはこびとなった。そして2015年の『ズッコケ熟年三人組』をもって完結した。
那須にとっての『ズッコケ三人組シリーズ』は完全なライフワークになっている。これと併行して2005年5月からは『衣世梨の魔法帳』シリーズをポプラ社から刊行し、2008年10月までに5作が既刊となっている。
他にも、1995年発表の『絵で読む広島の原爆』など、社会的テーマを持つ作品もある。原水爆禁止日本協議会主催の「原水爆禁止世界大会」での講演も行なっている。
1981年に川村たかしら児童文学者ともに児童文学創作集団「亜空間」を結成し、同タイトルである「亜空間」を季刊誌として創刊した。
執筆活動の傍ら、山口女子大学（現 山口県立大学）では、児童文学を教えていたこともある。
2007年、日本児童文学者協会第15代会長に就任。地方を拠点にする作家の会長就任は初めてとなる。同協会が一般社団法人となった翌月、2012年5月に退いた。
憲法問題については憲法9条改正に反対で、自衛隊を縮小するべきだと主張していた。九条の会山口の結成に参加し、「防府九条の会」の代表世話人も務めていた。また、1997年には防府市長と土木業者の癒着事件を究明する「確約書問題の真相解明を求める会」を設立し、代表世話人として住民訴訟を提起して、1998年に当時の防府市長吉井惇一を引責辞任に追い込んだこともある。
私生活では二度の結婚を経験しているが、芥川賞作家の髙樹のぶ子は二度目の妻の又従姉にあたる。
現在の妻との間に二男、二女、計四人の子供がいる。
2021年7月16日、山口県防府市の自宅で倒れ、病院に救急搬送されたが肺気腫のため、同月22日に死去。79歳没。遺言により、全ての著作権が日本児童文学者協会に遺贈された。

## 著書
- 首なし地ぞうの宝 学習研究社 1972 のちてのり文庫
- 一等はビキニの絵 偕成社 1973 のち文庫
- チカちゃんは四年生 偕成社 1975
- 屋根裏の遠い旅 偕成社 1975 のち文庫
- ふしぎな花ばたけ 小峰書店 1976.3
- なみだちゃんばんざい 講談社 1976.8
- ふみきりの赤とんぼ ポプラ社 1976.9
- 奥畑村のゆかいな仲間 偕成社 1976.11
- 少年のブルース 偕成社 1978.5 のち文庫
- まけるなメンドリーズ 偕成社 1979.6
- おばあさんなんでも相談所 ポプラ社 1979.7
- おばけなのだ!のっぺらぼう ポプラ社 1979.11
- ずっこけたのだ!よたろう ポプラ社 1979.11
- ぼくらは海へ 偕成社 1980.2 のち文庫、文春文庫
- ゆきだるまゆうびん ポプラ社 1980.2
- ムクリの嵐 蒙古襲来 教学研究社 1980 (痛快歴史物語)
- さびしいおとうさん 太平出版社 1980.6
- 四次元潜航艇ウラシマ号の冒険 偕成社 1980.6
- 夜のかくれんぼ 金の星社 1981.1 のちフォア文庫
- クマ八名探偵 PHP研究所 1981.4 「こちらクマ八探偵局」ポプラ社文庫
- べんきょうすいとり神 ポプラ社 1981.6
- いたずらいたずら1ねんせい 金の星社 1982.5
- うみからきたすいかどろぼう PHP研究所 1982.8
- 大あばれ山賊小太郎 偕成社 1982.8
- おねしょ消防隊 ポプラ社 1983.6
- こちら妖怪クラブ 偕成社 1984.4
- 折り鶴の子どもたち 原爆症とたたかった佐々木禎子と級友たち PHP研究所 1984.7 (PHPこころのノンフィクション)
- 六年目のクラス会 那須正幹作品集 ポプラ社 1984.11
- ふたりだけのキャンプ ポプラ社 1985.3
- こまった神さま大さくせん 小峰書店 1985.4
- すいれんやしきのひみつ くもん出版 1986.11
- おばあちゃんゆうれいになる 国土社 1987.6
- おばけたんけん隊 ポプラ社 1987.7
- 妖怪クラブ魔女にご用心 偕成社 1987.7
- なきわらい血液型事件 学習研究社 1987.11
- タヌキただいま10000びき 童心社 1988.1
- ぼくらの地図旅行 福音館書店 1989.1 (かがくのほん)
- 1234567 学習研究社 1989.2 のちてのり文庫
- 三十年目の宝さがし ひくまの出版 1989.7
- さようならポチ PHP研究所 1989.10
- わたしのクロはエスパードッグ 小峰書店 1989.11
- 夕焼けの子どもたち 子どもにおくるエッセー集 岩崎書店 1990.6
- ひみつのおまじないカード 偕成社 1990.6
- 一ねんせいダヌキ 新日本出版社 1990.7
- 7人きょうだい6番目 学習研究社 1990.9 のちてのり文庫
- タモちゃん 理論社 1991.6 のちフォア文庫
- なみだちゃんばんざい 講談社 1991.6
- とうがらし探偵団 小学館 1991.8

とびだせ!とうがらし探偵団 小学館 1994.8
あやうし!とうがらし探偵団 小学館 1994.12
- 世にもふしぎな物語 1991.10 (講談社KK文庫) 「あやかし草紙」日本標準
- さぎ師たちの空 ポプラ社 1992.9
- 赤いカブトムシ 偕成社 1992.4
- 赤ちゃんはどこから生まれるか 国土社 1992.6
- ねんどの神さま ポプラ社 1992.12
- ぼくんち、キャンプ特訓中! 教育画劇 1993.7
- 海賊モーガンはぼくの友だち ポプラ社 1993.7 (那須正幹の絵本)

海賊モーガンの子どもたち ポプラ社 1995.7 (那須正幹の絵本)
海賊モーガンの宝島 ポプラ社 1997.4 (那須正幹の絵本)
- 銀行ギャングは海が好き ハム・ソーセージ物語 学習研究社 1993.11

春のドキドキ遠足 ハム・ソーセージ物語 学習研究社 1993.11
冬の家出は楽じゃない ハム・ソーセージ物語 学習研究社 1993.11
- ふとんやまトンネル 童心社 1994.12 (絵本・ちいさななかまたち)
- 時の石 文渓堂 1994.5
- 絵で読む広島の原爆 福音館書店 1995.3 (かがくのほん)
- そうじ当番 岩崎書店 1995.4
- ふたりは友だち死んでも友だち ポプラ社 1996.6 (ポプラ怪談倶楽部)
- おばけがっこうのユータくん ポプラ社 1997.4
- ご家庭でできる手軽な殺人 偕成社 1997.9 (偕成社ミステリークラブ)
- おばけがっこうの大うんどう会 ポプラ社 1998.5
- ドカンとイッパチ 新日本出版社 1998.3 (風の文学館 1)

ドカンとイッパチ 2 塾じゅくママをへこませろ 新日本出版社 1998.7 (風の文学館 2)
- ヨースケくん 小学生はいかに生きるべきか ポプラ社 1998.9 (For boys and girls ; 5)
- 殺人区域 ポプラ社 1999.3
- おじゃま虫探偵団予告カードのなぞ PHP研究所 2000.4

お宝盗難事件 おじゃま虫探偵団 2 PHP研究所 2000.6
怪盗つむじ風 おじゃま虫探偵団 3 PHP研究所 2000.7
- 筆箱の中の暗闇 偕成社 2001.1
- 春の足音 ポプラ社 2002.2
- 秋空のトト ポプラ社 2002.9
- こまったときの神さま大図鑑 PHP研究所 2002.11 (未知へのとびらシリーズ)
- 気球にのった少年 大あばれ山賊小太郎 偕成社 2003.1
- The end of the world ポプラ社 2003.4 のちポプラ文庫
- 猿神退治 ポプラ社 2003.5 (日本の物語絵本)
- もうすぐ夏休み ポプラ社 2003.6
- どろぼうトラ吉とどろぼう犬クロ 佼成出版社 2003.6
- のらいぬクロの冒険 毎日新聞社 2003.10
- 冬のこども ポプラ社 2003.11
- ずいとん先生と化けの玉 童心社 2003.12
- 八雲国の大合戦 大あばれ山賊小太郎 偕成社 2004.2
- 広島お好み焼物語 ふしぎな食べものが生まれたのはなぜ? PHP研究所 2004.7 (PHPノンフィクション)
- ヤマトタケル ポプラ社 2005.7 (日本の物語絵本)
- 山手町探偵クラブ 金の星社 2005.10

幽霊屋敷を調査せよ! 金の星社 2006.11 (山手町探偵クラブ)
消えた空き巣犯を追え! 金の星社 2008.3 (山手町探偵クラブ)
- 八月の髪かざり 佼成出版社 2006.8
- あの日、指きり 草炎社 2006.8
- ともだちみっけ ポプラ社 2007.5
- 翔太の夏 秘密の山のカブトムシ 旺文社 2008.6
- おばけのゆびきり 佼成出版社 2008.12
- へんてこりんでステキなあいつ 角川学芸出版 2010.3
- 怪盗ブラックの宝物 福音館書店 2011.4
- ヒロシマ 1-3 ポプラ社 2011.7
- トムくんはめいたんてい(1) １ねんせいはめいたんてい　そうえん社 2012.3
- ルパン最後の恋　モーリス・ルブラン原作 ポプラ社 2012.12
- 少年たちの戦場 新日本出版社 2016.5
- 塩田の運動会 福音館書店 2017.1
- ヨッちゃんのよわむし ポプラ社 2018.7
- ばけばけ ポプラ社 2018.12
- 秘密基地のつくりかた教えます ポプラ社 2018.8
- めいたんていサムくん 童心社 2020.9
- めいたんていサムくんとあんごうマン 童心社 2020.12
- めいたんていサムくんとなぞの地図 童心社 2021.10

### ズッコケ三人組 ポプラ社（のち文庫）
- それいけズッコケ三人組 前川かずお絵 1978.2
- ぼくらはズッコケ探偵団 1979.4
- ズッコケ（秘）大作戦 1980.3
- あやうしズッコケ探険隊 1980.12
- ズッコケ心霊学入門 1981.10
- ズッコケ時間漂流記 1982.8
- とびだせズッコケ事件記者 1983.3
- こちらズッコケ探偵事務所 1983.11
- ズッコケ財宝調査隊 1984.6
- ズッコケ山賊修業中 1984.12
- 花のズッコケ児童会長 1985.6
- ズッコケ宇宙大旅行 1985.12
- うわさのズッコケ株式会社 1986.7
- ズッコケ恐怖体験 1986.12
- ズッコケ結婚相談所 1987.7
- 謎のズッコケ海賊島 1987.12
- ズッコケ文化祭事件 1988.8
- 驚異のズッコケ大時震 1988.12
- ズッコケ三人組の推理教室 1989.7
- 大当たりズッコケ占い百科 1989.12
- ズッコケ山岳救助隊 1990.8
- ズッコケTV本番中 1990.12
- ズッコケ妖怪大図鑑 1991.8
- 夢のズッコケ修学旅行 1991.12
- ズッコケ三人組の未来報告 1992.8
- ズッコケ三人組対怪盗X 高橋信也作画 1992.12
- ズッコケ三人組の大運動会 1993.7
- 参上!ズッコケ忍者軍団 1993.12
- ズッコケ三人組のミステリーツアー 1994.7
- ズッコケ三人組と学校の怪談 1994.12
- ズッコケ発明狂時代 1995.7
- ズッコケ愛の動物記 1995.12
- ズッコケ三人組の神様体験 1996.7
- ズッコケ三人組と死神人形 1996.12
- ズッコケ三人組ハワイに行く 1997.7
- ズッコケ三人組のダイエット講座 1997.12
- ズッコケ脅威の大震災 1998.7
- ズッコケ怪盗Xの再挑戦 1998.12
- ズッコケ海底大陸の秘密 1999.7
- ズッコケ三人組のバック・トゥ・ザ・フューチャー 1999.12
- 緊急入院!ズッコケ病院大事件 2000.7
- ズッコケ家出大旅行 2000.12
- ズッコケ芸能界情報 2001.7
- ズッコケ怪盗X最後の戦い 2001.12
- ズッコケ情報公開(秘)ファイル 2002.7
- ズッコケ三人組の地底王国 2002.12
- ズッコケ魔の異郷伝説 2003.7
- ズッコケ怪奇館幽霊の正体 2003.12
- ズッコケ愛のプレゼント計画 2004.7
- ズッコケ三人組の卒業式 2004.12

### お江戸の百太郎
- お江戸の百太郎 岩崎書店 1986.12 のちフォア文庫
- お江戸の百太郎怪盗黒手組 岩崎書店 1987.11
- お江戸の百太郎赤猫がおどる 岩崎書店 1988.7
- お江戸の百太郎大山天狗怪事件 岩崎書店 1989.7
- お江戸の百太郎秋祭なぞの富くじ 岩崎書店 1992.1
- お江戸の百太郎乙松、宙に舞う 岩崎書店 1994.11

### りぼんちゃんは〜い! ポプラ社
- りぼんちゃんの新学期 1988.3
- りぼんちゃんのザリガニせんそう 1988.10
- りぼんちゃんのおばけたいじ 1989.5
- 女の子ってすごいんだから! 1989.10
- りぼんちゃんの赤かて白かて 1990.5
- りぼんちゃんのおみこしワッショイ 1990.10
- りぼんちゃんのプレゼント作戦 1991.10

### コロッケ探偵団 小峰書店
- なぞのトランプ占い師 1998.9 (1)
- 十三屋敷の呪い 1999.6 (2)
- 鷹の巣山の宝もの 2000.1 (3)
- 誘拐大作戦 2000.8 (4)
- 怪盗まだら仮面 2001.4 (5)
- 湊先生危機一髪 2002.3 (6)
- アイドルをさがせ 2003.5 (7)
- 怪しい炎のクリスマス 2004.11 (8)

### 銀太捕物帳/岩崎書店
- 銀太捕物帳闇の占い師 1999.8
- 銀太捕物帖真夜中の墓みがき 2000.11
- 本所七不思議のひみつ 銀太捕物帳 2002.11
- お江戸のかぐや姫 銀太捕物帳 2007.2

### 那須正幹の動物ものがたり くもん出版
協力：今泉忠明
- キツネのハナジロ 2001.7 (1)
- 裏山のちびダヌキ 2001.7 (2)
- 野良ネコ大将 2001.7 (3)
- みなぐろグマの森 2002.4 (4)
- のっぽジカのシッポ 2002.4 (5)
- 江戸っ子ガラス 2003.5 (6)
- 最後のニホンオオカミ 2003.5 (7)
- ニホンザルのキキ くもん出版 2003.5 (8)

### 写楽ホーム凸凹探偵団 (講談社青い鳥文庫)
- 消えた赤ちゃん救出大作戦! 2001.7
- 紫屋敷の呪い 2002.1
- 猫の鼻十三墓の秘密 2002.7
- 怪盗るぱんの亡霊 2003.1
- ミステリークラブ殺人事件 2003.7
- 交霊会殺人事件 2004.1
- マルギットの首飾り 2004.8

### おはなしバスケット
- 2年1組ムシはかせ倉田ごろうくん ポプラ社 2002.12
- 2年2組はいく先生松井ばしょうくん ポプラ社 2003.5
- 2年3組マンガ少女町田メグちゃん ポプラ社 2004.3

### ズッコケ中年三人組
- ズッコケ中年三人組 ポプラ社 2005.12
- ズッコケ中年三人組 age 41 ポプラ社 2006.12
- ズッコケ中年三人組 age 42 ポプラ社 2007.12
- ズッコケ中年三人組 age 43 ポプラ社 2008.12
- ズッコケ中年三人組 age 44 ポプラ社 2009.12
- ズッコケ中年三人組 age 45 ポプラ社 2010.12
- ズッコケ中年三人組 age 46 ポプラ社 2011.12
- ズッコケ中年三人組 age 47 ポプラ社 2012.12
- ズッコケ中年三人組 age 48 ポプラ社 2013.12
- ズッコケ中年三人組 age 49 ポプラ社 2014.12
- ズッコケ熟年三人組 ポプラ社 2015.12

### 衣世梨の魔法帳 ポプラ社
- 衣世梨の魔法帳 2005.5 (1) のちポケット文庫
- 衣世梨の魔法帳まいごの幽霊 2005.9 (2) のちポケット文庫
- 衣世梨の魔法帳運動場のミステリーポイント 2006.5 (3)
- 衣世梨の魔法帳魔法犬花丸のひみつ 2006.11 (4)
- 衣世梨の魔法帳夏はおばけがいっぱい 2007.7 (5)
- 衣世梨の魔法帳たんじょう日のびっくりプレゼント 2008.2 (6)

### 栗原探偵事務所 講談社青い鳥文庫
- こちら栗原探偵事務所 1(怪盗青猫事件) 2005.8
- こちら栗原探偵事務所 2(ふゆかいな依頼人) 2006.6
- こちら栗原探偵事務所 3(吸血鬼の呪い) 2007.10

### 共著
- ズッコケ人生相談 原田大二郎,宮崎次郎 1-2 ポプラ社 2001-2002

## メディア・ミックス

### テレビドラマ
テレビ朝日系
- 日曜ワイド
  - 写楽ホーム凸凹探偵団（2018年3月18日、主演：草刈正雄）

## 関連人物
- 川村たかし
- 吉本直志郎
- 加藤多一
- 肥田美代子
- 松田司郎
- 木暮正夫
- 藤田のぼる
- 前川かずお
- 高橋信也
- 原田大二郎